# Juranda
Juranda es un municipio brasileño del estado de Paraná. Está situada en la Región de Goioerê. 

## Demografía
Su población, conforme datos del IBGE de 2010, era de 7.641 habitantes.